# Stylaster blatteus
Stylaster blatteus is een hydroïdpoliep uit de familie Stylasteridae. De poliep komt uit het geslacht Stylaster. Stylaster blatteus werd in 1961 voor het eerst wetenschappelijk beschreven door Boschma. 